# Ломбе, Карл
Карл Н`Кале Ломбе (англ. Carl N`Kale Lombé, арм. Կառլ Ն`կալե Լոմբե; 18 мая 1986, Яунде, Камерун) — камерунский и армянский футболист, полузащитник.

## Карьера игрока
Карл Ломбе уроженец Камеруна. Играл в детско-юношеских клубах Яунде и Кумба. Профессиональныя карьера началась в 2003 году в ереванском «Пюнике». В составе клуба становился чемпионом и обладателем Кубка Армении в 2004 году. В 2007 году самовольно покинул клуб. Реакция «Пюника» была мгновенной. Юристы клуба подали в суд и впоследствии выиграли дело. В этом же году перешёл в немецкий клуб второго дивизиона «Веен Висбаден». В заявку клуба попадал очень редко. В итоге 31 декабря 2007 года Лобме покинул клуб. В следующем году подписал контракт с кипрским клубом «Арис».

## Карьера в сборной
Играл за различные юношескую и молодёжную сборные Армении.
В 2005 году забил единственный мяч своей команды на финальном турнире юношеского чемпионата Европы, проходившем в Северной Ирландии — в матче 2-го тура группового турнира против Англии (1:1).

## Происшествия
В 2004 году, 9 апреля в 22:00, на Маштоце (в центре Еревана) на Карла Ломбе напали двое неизвестных. Они нанесли ему сзади два ножевых ранения в спину. Неподалёку от этого места, в магазине, находились его товарищи, которые пришли ему на помощь. Сам Ломбе не успел увидеть лица нападавших, так как по его словам это произошло очень быстро. Спустя два дня он был выписан из больницы.

## Достижения
- Чемпион Армении: 2002, 2003, 2004, 2005
- Обладатель Кубка Армении: 2004
- Обладатель Суперкубка Армении: 2002, 2004, 2005
- Лучший атакующий защитник: 2004